# Echipa națională de volei masculin a Braziliei
Echipa națională de volei a Braziliei este reprezentativa de volei a Braziliei și este coordonată de Federația Braziliană de Volei.